# 枚乘
枚乘（？—前140年），字叔，西汉淮阴（今属江苏省淮安市）人，辞赋家。

## 生平与文学创作
枚乘曾为吴王刘濞的郎中，曾劝吴王不要谋反，不听。七国之乱后，枚乘名声鹊起，被封为弘农都尉。後來梁孝王刘武延揽豪杰文士，枚乘就与公孙诡、邹阳、严忌、羊胜等人跟从梁王游于梁园，形成有影响的文学群体。梁孝王去世后，枚乘回到淮阴。汉武帝即位后，慕名用“安车蒲轮”召他入宫，结果还是因年老死在途中。其子枚皋，也是一位辞赋家。
《汉书·艺文志》著录枚乘的赋九篇，其中的《梁王菟园赋》、《忘忧馆柳赋》均为前人称道，但最著名的为《七发》。《七发》在赋的发展过程中地位非常重要，在写作方法上，枚乘采用在一个虚构的故事框架下的问答体，通过对要表现的对象进行淋漓尽致的描写，使文章具有充溢的气势和舒展的意象，表达出作品讽喻的意图，这不同与楚辞中通过自然景物和社会事件，描写作者自身感受抒发情感的风格。
汉代后来的大赋都继承了《七发》的风格，多采用这种问答体，对事物进行不遗余力的铺陈描写，甚至多有以七段为篇，被称为“七体”者，所以《七发》被认为标志着汉代新体赋正式形成。

## 主要作品
- 《七发》

## 延伸阅读
[在维基数据编辑]
 在维基文库阅读此作者作品
 《漢書/卷051》，出自班固《漢書》